# Arcidiecéze Halifax-Yarmouth
Arcidiecéze Halifax-Yarmouth (latinsky Archidioecesis Halifaxiensis-Yarmuthensis) je římskokatolická na území kanadské provincie Nové Skotsko se sídlem v Halifaxu, kde se nalézá katedrála P. Marie, konkatedrálou je kostel sv. Ambrože v Yarmouthu.

## Stručná historie
Teritorium původně spadalo jurisdikčně pod diecézi quebeckou, v roce 1817 z ní byl vyčleněn apoštolský vikariát Nové Skotsko. V roce 1842 se z něj stala diecéze Halifax, která byla roku 1852 povýšena na metropolitní arcidiecézi. V roce 1953 z ní byla vyčleněna diecéze Yarmouth, kde žili především frankofonní katolíci. Obě diecéze byly spojeny v roce 2009.